# Torre de l'Alcúdia (Xèrica)
La torre mudèjar de l'Alcúdia, també anomenada torre de les Campanes, de Xèrica, és a la part alta de la vila i baixa del castell, sobre un promontori. És una torre campanar declarada Bé d'Interès Cultural el 1979.

## Història
Es creu que la construcció va començar al voltant del 1616, utilitzant com a base una altra torre anterior (el basament se suposa d'origen romà) i es va realitzar sobre una d'anterior anomenada Torre de l'Alcúdia. Amb aquesta nova obra, es pretenia aconseguir un lloc adequat per a la col·locació definitiva de les campanes i que, així, alhora que seguretat i fixació, se n'aconseguís una millor audició en tota la població.
Després de l'acord del Consell de la Vila, s'encarrega, el 2 d'agost del 1634, les traces de la torre al monjo de la Cartoixa de Porta Coeli fra Antón Ortín, coneixedor de l'art mudèjar. Més tard, es va procedir a subhastar la contractació de l'obra de la torre, i se n'encarregà el mestre picapedrer Doménec Frasnedo, sota la direcció de fra Pedro Ruhimonte de la Cartoixa de Vall de Crist, i n'ascendí el valor a 1.775 lliures. D'aquesta manera, ens trobem amb una torre feta en estil gòtic i manierista mudèjar. Al segle xvii, i a causa de desperfectes que s'havien produït estructuralment, es va dur a terme una restauració i és en aquest moment quan es decideix incorporar-hi l'últim cos de la torre.
Més tard, al segle xix, durant la Primera Guerra Carlina (1833-1840), es va fortificar la població per poder resistir els atacs de les forces carlines, que intentaven expandir-se cap al sud des de la zona nord de Castelló. És per això que, quan el 1837 les tropes del general Oraá ocupen Xèrica, es decideix fortificar la torre mudèjar i s'hi construeix un fortí per poder ubicar l'artilleria. La construcció es va dur a terme seguint els dissenys imperants en l'època (l'estil italianitzant, de planta pentagonal i reforçat per grans i robustes torrasses troncocòniques en cadascuna de les cantonades). L'elecció de la torre es justifica per dos motius: l'elevada altura que tenia, que la feia idònia per a la col·locació de l'artilleria; i l'altre, l'existència en la mateixa zona d'una antiga alcassaba àrab, de planta octogonal, que es va usar com a materials per al nou fortí.

## Descripció
La torre de les campanes consta de tres cossos octogonals, que presenten diferent perímetre.
El primer cos és octogonal pur (amb una mesura de 5,1 metres de costat), ja que no presenta ni estreps ni ornamentacions (fabricat amb espessos murs de maçoneria i arrebossats amb morter, amb 3 metres 10 centímetres de gruix), es pensa que és d'origen romà i es coneix documentalment des de l'any 713 com a "Torre de l'Alcúdia".
A l'interior té quatre altures, amb quatre estances (alterades amb el transcurs del temps quan la funció concreta va canviar), distribuïdes dues a la planta superior i dues a la inferior, i una escala de cargol (a la part oberta en el gruix del mur), que és accessible des de tres de les quatre altures. El quart nivell, que és l'inferior, té una escala d'accés que li és pròpia i que el comunica directament amb el primer nivell. L'última de les estances era, en temps medievals, la Capella de Sant Lluís.

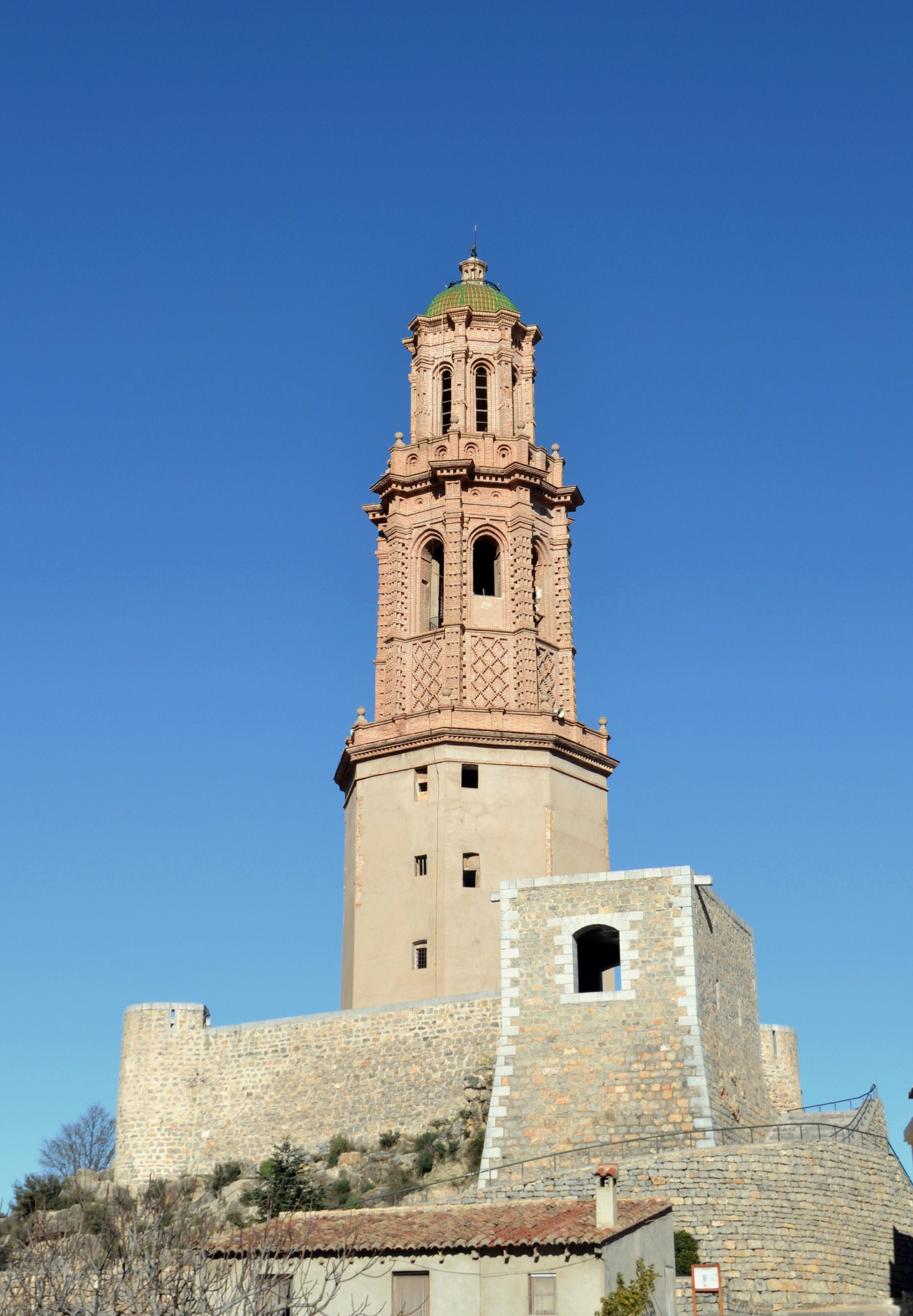
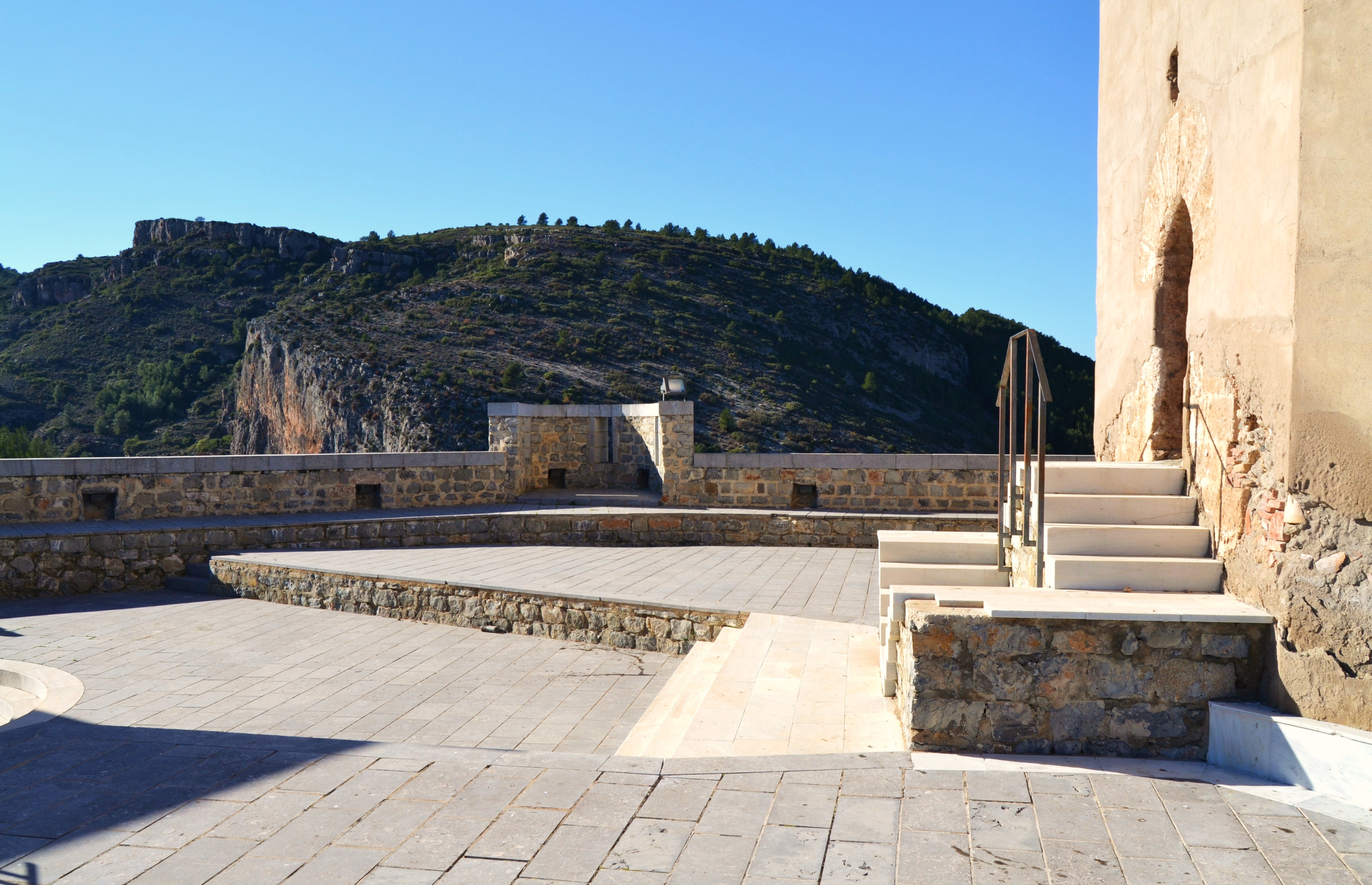
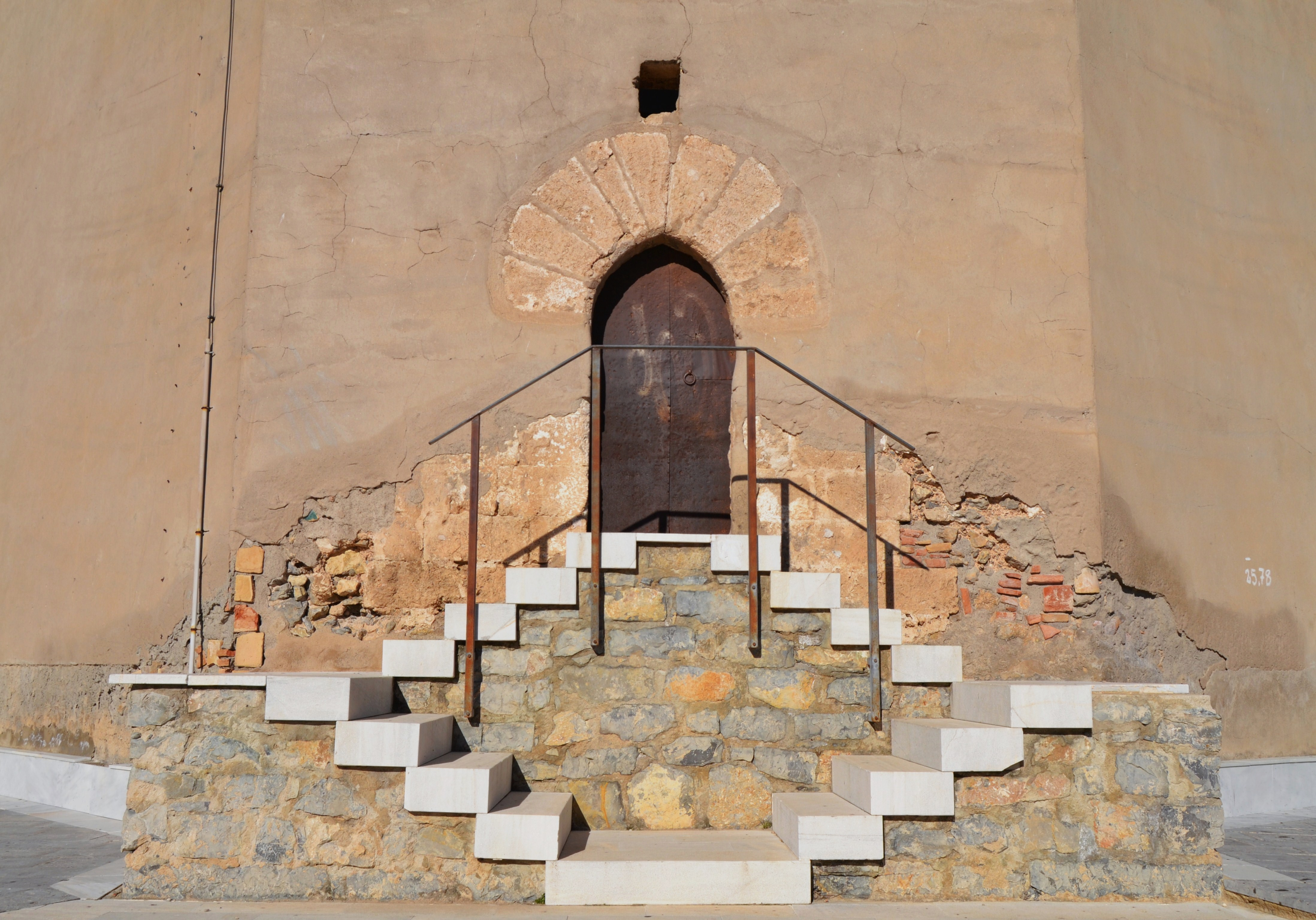
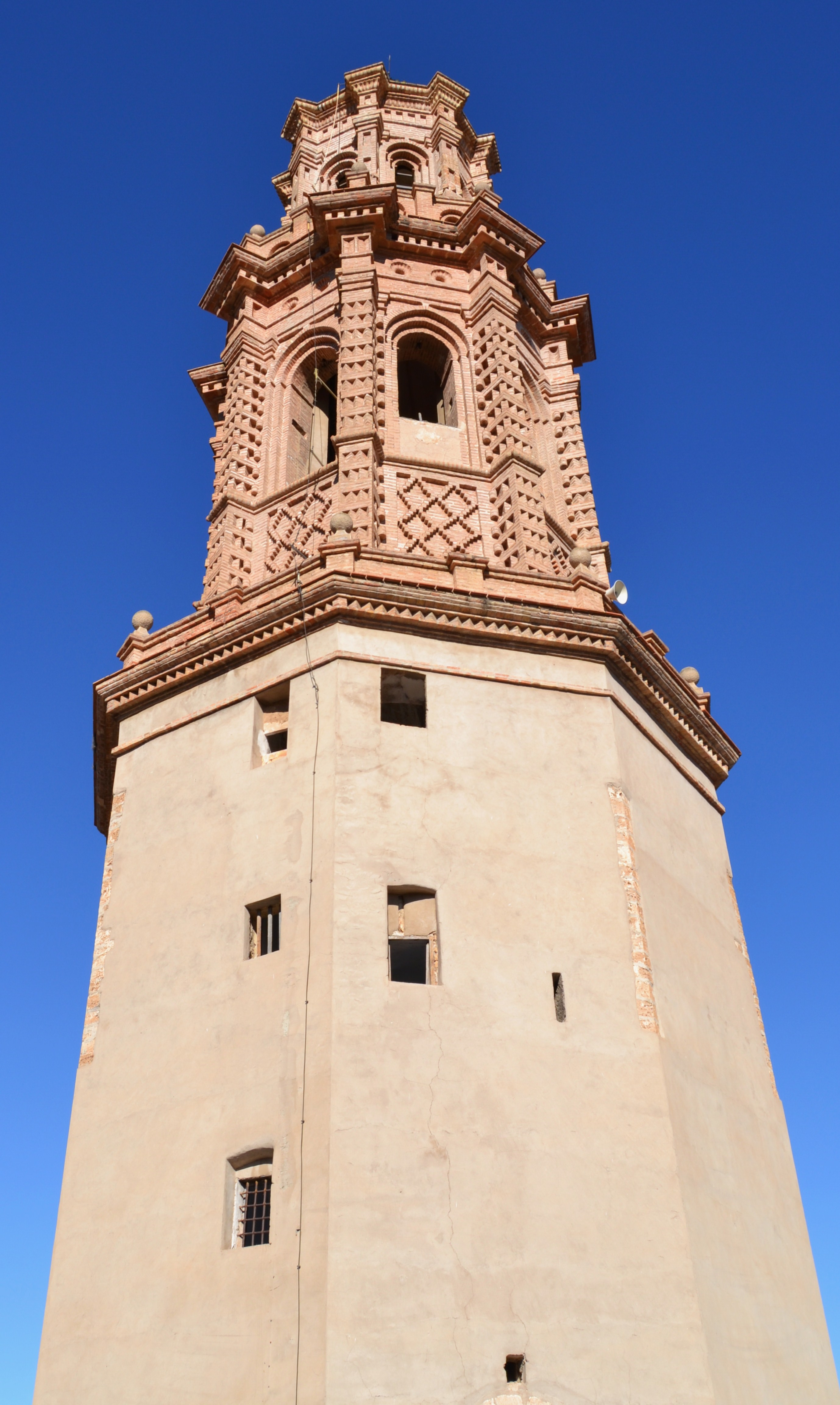
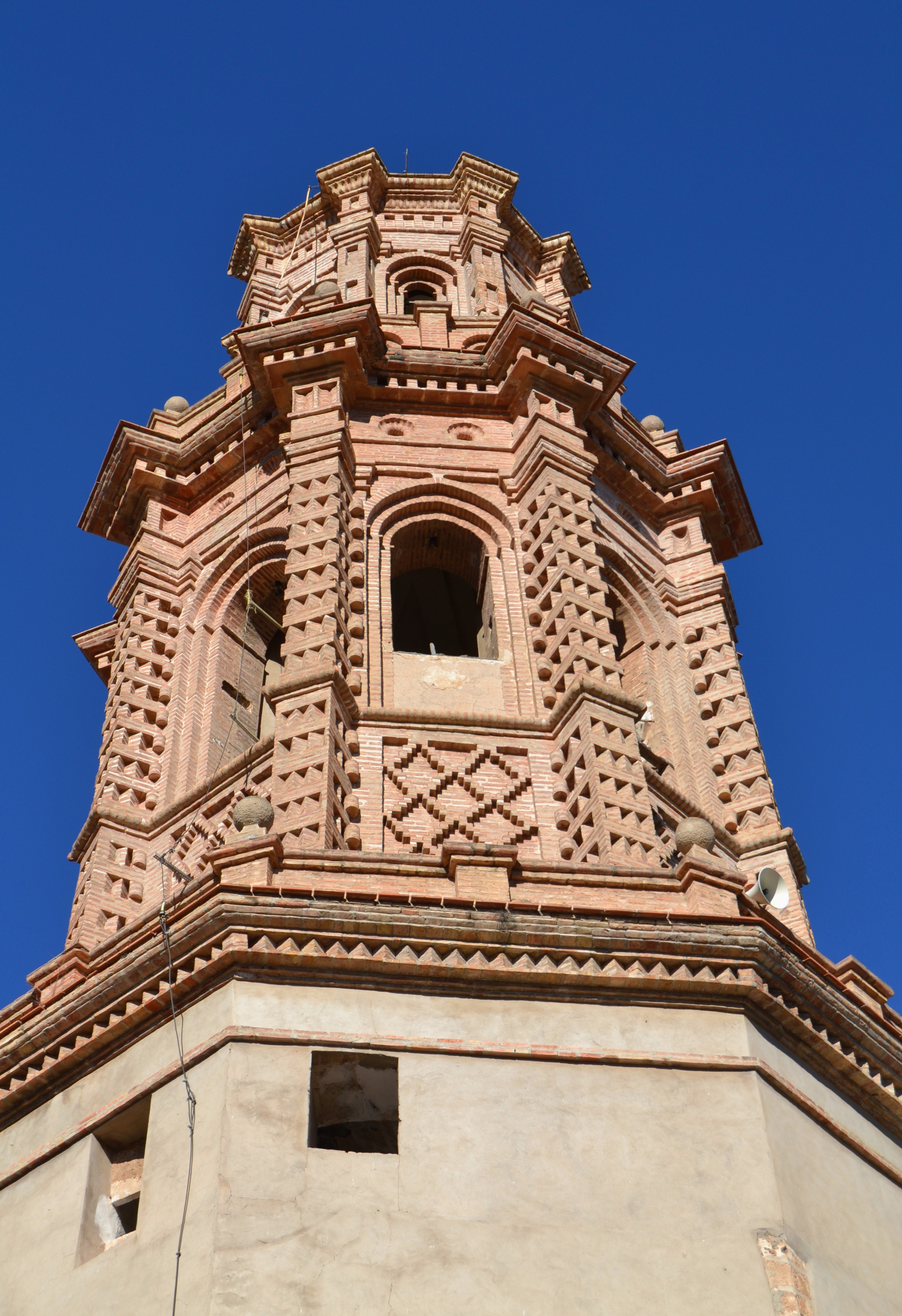

Sobre la plataforma aterrada de l'antiga Torre de l'Alcúdia, es va construir el següent cos de la torre, que seria la torre del Campanar, que malgrat ser també de planta octogonal, és decreixent, i dona lloc a zones terrassades amb ampit, que presenta una rematada en els angles amb boles de pedra. Poden distingir-s'hi dos cossos principals i la cúpula, que, al seu torn, està rematada amb llanterna amb llum pròpia.
Aquest segon cos és el que conté les campanes, les quals se situen en unes obertures en arcs de mig punt. Al seu torn, el cos està subdividit en dos, de manera que, a la part inferior, es troba el mecanisme d'un antic rellotge que, exteriorment, presenta decoració amb dibuixos geomètrics en rombes. Per la seva banda, la llanterna superior està menys decorada que la part central i té com a rematada una cúpula que cobreix de teula àrab vidriada.
Destaca la decoració externa mudèjar d'aquest cos, realitzada en maó vist, pertanyent a l'època de desenvolupament de l'art mudèjar-plateresc, amb una clara ascendència aragonesa. També porten decoració de maó les pilastres que corresponen als angles i que tenen cert caràcter d'estreps. S'observa finalment un altre ampit amb arquets amb finestra coronella i rematats amb boles de pedra en els pilars, que dona pas al cos superior, que és la gran llanterna, d'arcs de mig punt, rematada amb cúpula semiesfèrica coberta amb teula vidriada verda i llanterna amb llum pròpia, tot això datat al segle xvii.

## Les campanes
La torre mudèjar té cinc campanes:
- Sant Antoni (1983). Advocació: sant Antoni. 249 kg.
- Dels Dolors (1983). Advocació: Verge dels Dolors. 754 kg.
- La Major (1802). Advocació: Santíssim Sagrament i Santa Àgueda. 2.600 kg.
- De la Verge (1790). Advocació: "El Santíssim Crist de la Sang i la Mare de Déu del Roser. Anno Dei 1790". 2.266 kg.
- El Tiple (1941). Advocació: sant Jordi i sant Mauro. 166 kg.